# Ben Whale
Ben Whale (* 21. August 1993 in Bern, bürgerlich Nicolas Benjamin Walpoth) ist ein Schweizer Mundart-Musiker.
Seit 2016 ist Whale in der Schweizer Hip-Hop-Szene als Sänger, Rapper und Produzent aktiv. Durch seine EP Pussy $ounds erlangte er schweizweit erste Bekanntheit.

## Leben
Ben Whale wurde 1993 unter dem bürgerlichen Namen Nicolas Benjamin Walpoth, als Sohn eines Schweizer Vaters und einer türkischen Mutter in Bern geboren. Er erwähnte in einem Interview mit dem Schweizer Rundfunk, dass er schon mit 3 Jahren in die frühmusikalische Erziehung eingeführt wurde. Ebenfalls erläuterte Whale, dass er durch seine Klavierstunden im Konservatorium in Bern zuerst Klavierspielen lernte, bevor er überhaupt lesen konnte.

## Musikalischer Werdegang

### EPPussy $ounds
Am 24. Januar 2016 veröffentlichte Whale über die Plattform Bandcamp seine EP Pussy $ounds. Die EP wurde von CM (bürgerlicher Name Jonathan E. Bolliger) und Whale produziert. Pussy $ounds brachte Ben Whale Ende 2017 die Auszeichnung als Best Breaking Act ein.

### EPSonar
Am 2. November 2018 veröffentlichte Whale über das Label Knackeboul Entertainment seine RnB/Soul-Playlist Sonar. Das Lyrics-Magazin äusserte sich am Tag des Erscheinens folgendermassen: «Swissraps next Topmodel schafft betäubende Atmosphären und lässt die sphärischen Sonar-Sounds direkt in die Beats einfliessen, sodass ein trippy Gesamtwerk mit einem ansteckenden Vibe entsteht. Knackebouls Protegé bewegt sich irgendwo zwischen RnB und Rap, beweist dabei überzeugend, dass er nicht nur singen und Autotune gezielt einsetzen kann, sondern auch ein talentierter Rapper ist.»
«Ben Whale gelingt es praktisch gänzlich, sprachlich souverän zu wirken, obschon sich seine Texte auf ‹Sonar› um die R’n’B-typischen Themenkreise Liebe, Sex, Wut & Fremdgehen drehen. Sein Stil bleibt dabei irgendwo zwischen ‹Rapper, der seine eigenen Refrains singt›, klassisch balzigem R’n’B-Sänger und Autotune-Virtuoso. Die Produktionen klingen so, wie ich mir zeitgemässen R’n’B vorstelle: klebrig langsame BPMs, warme Akkorde, die auf kühle Bässe prallen und ein flüssiges Wechseln von (Rap-)Strophen zu Gesangs-Hooks.»

## Diskografie
| Jahr | Titel        | Chartplatzierungen | Chartplatzierungen | Chartplatzierungen | Anmerkungen                            |
| Jahr | Titel        | CH                 | DE                 | AT                 | Anmerkungen                            |
| 2016 | Pussy $ounds | —                  | —                  | —                  | Erstveröffentlichung: 24. Januar 2016  |
| 2018 | Sonar        | 94 (1 Wo.)         | —                  | —                  | Erstveröffentlichung: 2. November 2018 |
| 2021 | In The Books | —                  | —                  | —                  | Erstveröffentlichung: 26. März 2021    |